# İskeleköy, Bigadiç
İskele là một thị trấn thuộc huyện Bigadiç, tỉnh Balıkesir, Thổ Nhĩ Kỳ. Dân số thời điểm năm 2010 là 2.087 người.